# Dolní Dobrouč
Dolní Dobrouč – wieś i gmina w Czechach, w powiecie Uście nad Orlicą, w kraju pardubickim. Według danych z dnia 1 stycznia 2013 liczyła 2875 mieszkańców.

## Miasta partnerskie
- Rovereto od 21 maja 1999[2]